# Petit lac De Vau
Pour les articles homonymes, voir De Vau.
Le Petit lac De Vau est un plan d’eau douce à la tête de la rivière Mistassini, situé dans le territoire non organisé de Rivière-Mistassini, dans la municipalité régionale de comté (MRC) de Maria-Chapdelaine, dans la région administrative du Saguenay–Lac-Saint-Jean, dans la province de Québec, au Canada. Ce plan d’eau est situé tout près de la limite des régions administratives du Saguenay-Lac-Saint-Jean et du Nord-du-Québec.
Le versant du Petit lac De Vau est desservi par la route forestière R0206 passe du côté Sud et du côté Est, entre le lac De Vau et la rivière Mistassibi. Quelques routes forestières secondaires desservent le secteur surtout pour les besoins de la foresterie et des activités récréotouristiques.
La surface du Petit lac De Vau est habituellement gelée de la fin novembre au début avril, toutefois la circulation sécuritaire sur la glace se fait généralement de la mi-décembre à la mi-avril.

## Géographie
Les principaux bassins versants voisins du Petit lac De Vau sont :
- côté nord : lac De Vau, lac Pointel, Lac Témiscamie, lac Caouachigamau, Petit lac Témiscamie ;
- côté est : lac Baptiste, lac Nathalie, rivière Daniel, lac Richaume, rivière Mistassibi, lac Machisque ;
- côté sud : lac Baptiste, lac Nathalie, lac Clarice, rivière Daniel ;
- côté ouest : lac à l'Eau Froide, rivière Témiscamie, rivière Mistassini.

Le Petit lac De Vau comporte une superficie de km2, une longueur de 3,6 km, une largeur maximale de 1,9 km et une altitude de 551 m.
L’embouchure du Petit lac De Vau est localisée au fond d’une baie de la rive Sud-Ouest du lac, soit à :
- 3,3 km à l’Ouest du lac Baptiste lequel est traversé par la rivière Daniel ;
- 4,4 km au Sud-Ouest du lac De Vau ;
- 8,1 km au Nord-Ouest de la route forestière R0206 ;
- 8,3 km à l’Est du lac à l'Eau Froide ;
- 254 km au Nord-Ouest de la confluence de la rivière Mistassini et du lac Saint-Jean[1].

À partir de l’embouchure du Petit lac De Vau, le courant descend le cours de la rivière Mistassini sur 299,7 km généralement vers le Sud. À l’embouchure de cette dernière, le courant traverse le lac Saint-Jean sur 42,7 km vers l’Est, puis emprunte le cours de la rivière Saguenay vers l’Est sur 155 km jusqu'à la hauteur de Tadoussac où il conflue avec le fleuve Saint-Laurent.

## Toponymie
Le toponyme « Petit lac De Vau » a été officialisé le 27 février 1970 par la Commission de toponymie du Québec.